# Historisk tid
Historisk tid begränsas bakåt av förhistorisk tid och framåt av modern tid. Sålunda börjar historisk tid med det skrivna språket och slutar med den franska revolutionen och industrialismen.
Eftersom skriftspråket tog runt  5000 år  på sig att spridas över världen, så varierar gränsen mellan förhistorisk och historisk tid kraftigt. I Mesopotamien räknas historisk tid från 3000-talet f. Kr. medan den i större delen av Amerika räknas från 1500-talet e. Kr.